# Брауншвейзьке герцогство

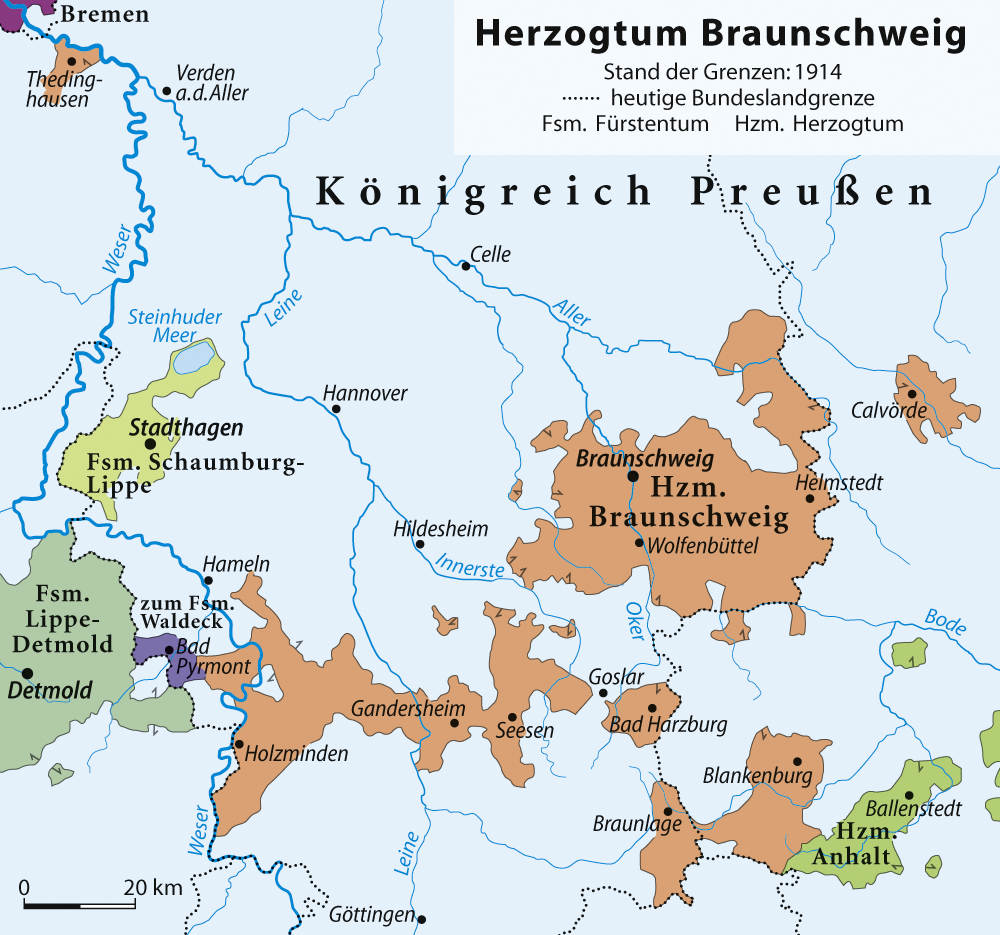
Брауншвейзьке герцогство (помаранчевим) у 1914 році

52°16′09″ пн. ш. 10°31′16″ сх. д. / 52.269167° пн. ш. 10.521111° сх. д.
Брауншвейзьке герцогство (нім. Herzogtum Braunschweig) — новоісторична німецька держава, яка існувала в 1815—1918 роках зі столицею в місті Брауншвейг. Засноване на Віденському конгресі в 1815 році як спадкоємець Брауншвейг-Вольфенбюттельського князівства. Протягом свого існування герцогство входило з 1815 року до Німецького союзу, з 1867 року до Північнонімецького союзу, а з 1871 року — до Німецької імперії. Було ліквідоване після закінчення Першої світової війни з перетворенням у Вільну державу Брауншвейг в складі новоутвореної Веймарської республіки.

## Історія

### Передумови. Брауншвейг-Вольфенбюттельське князівство

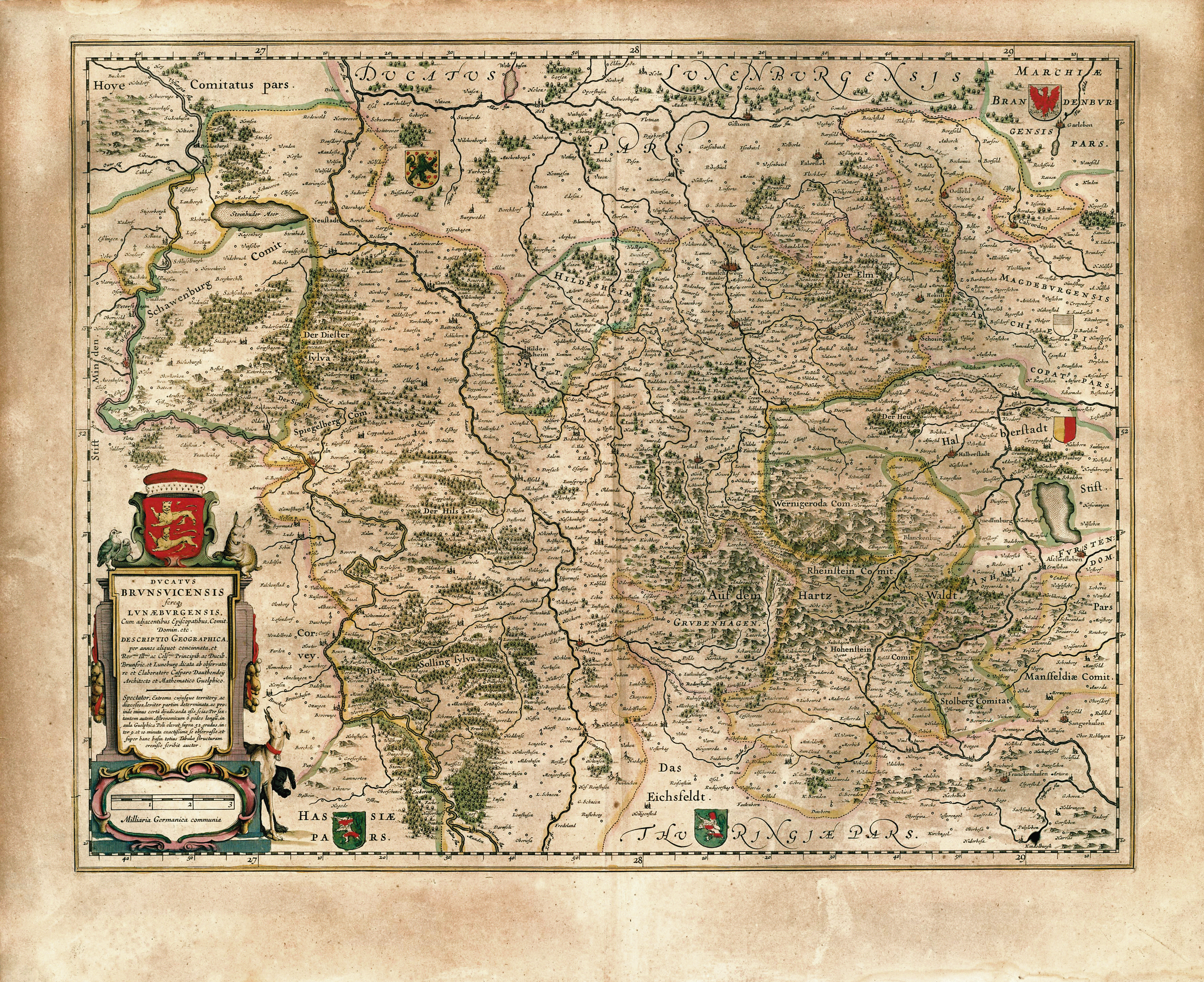
Брауншвейг-Вольфенбюттельське князівство у 1645 році

З 1235 року існувало Брауншвейг-Люнебурзьке герцогство під владою різних членів могутнього роду Вельфів, що правили цими кількома невеликими територіями на північному заході Німеччини. Ці володіння не мали всіх формальних ознак сучасної унітарної держави, оскільки вони не були ані компактними, ані неподільними. Коли кілька синів герцога претендували на владу, землі часто ділилися між ними. Коли гілка сім'ї втрачала владу або вимирала, землі перерозподілялися між рештою членів сім'ї; різні князі також могли обмінюватися територіями між собою. Об'єднуючим елементом усіх цих територій було те, що усіма ними правили по чоловічій лінії нащадки першого герцога Отто I Бруншвейг-Люнебурзького (правив у 1235—1252 рр.).
Після кількох перших поділів Брауншвейг-Люнебург знову об'єднався під владою герцога Магнуса II (пом. 1373). Після його смерті три його сини спільно правили герцогством. Після вбивства свого брата Фрідріха I, брати Бернард і Генріх переділили землі, Генріх отримав територію навколо Вольфенбюттеля, де було утворене Брауншвейг-Вольфенбюттельське князівство.
З 1432 року Вольфенбюттель став столицею Брауншвейг-Люнебурзького герцогства. Правлячі монархи Брауншвейг-Люненбурзькі продовжували також керувати Брауншвейг-Вольфенбюттельським князівством.
Північне князівство, відоме як Люнебург, залишалося роздробленим і в основному під контролем Вольфенбюттеля. Однак у 1702 році князь Каленберзький і Люнебурзький (Целле) запобіг зникненню роду через шлюб з Елеонорою д'Есм'єр д'Ольбрейз, яка з 1705 року передала своїм наступникам об'єднаний Люнебург, тобто курфюрсти Ганноверські і князі Вольфенбюттельські зберегли верховенство над підвладною васальною державою Люнебург, але визнали його напівсуверенітет.

### Брауншвейзьке герцогство

#### Підтвердження формального суверенітета
Вольфенбюттельське князівство з 1807 по 1813 роки входило до складу наполеонівського Вестфальського королівства. Карл II (1815—1830)
Територія Вольфенбюттеля була визнана суверенною державою на Віденському конгресі в 1815 році. Конгрес перетворив її на незалежну країну як Брауншвейзьке герцогство. В подальшому герцог Карл II де-факто і де-юре протестував проти цих актів у щорічних протестах аж до своєї смерті.
Неповнолітній герцог Карл II, старший син герцога Фрідріха Вільгельма (який загинув у бою), був переданий під опіку Георга IV, принца-регента Сполученого Королівства та Ганноверського королівства.
Спочатку молодий герцог влаштував суперечку щодо дати власного повноліття, а у 1827 році оголосив нечинними деякі закони, прийняті під час його неповноліття,  що спричинило конфлікти. Після втручання Німецького союзу, Карл був змушений прийняти ці закони. Його адміністрацію вважали корумпованою та погано керованою.
Після Липневої революції 1830 року Карлу довелося покинути країну. Його абсолютистський стиль управління відштовхнув дворянство та буржуазію герцогства, тоді як нижчі класи були незадоволені поганою економічною ситуацією. У ніч з 7 на 8 вересня 1830 року герцогський палац у Брауншвейзі був захоплений  розлюченим натовпом, підпалений і повністю зруйнований. Карл втік з країни, але не зрікся престолу.

#### Вільгельм VIII (1830—1884)

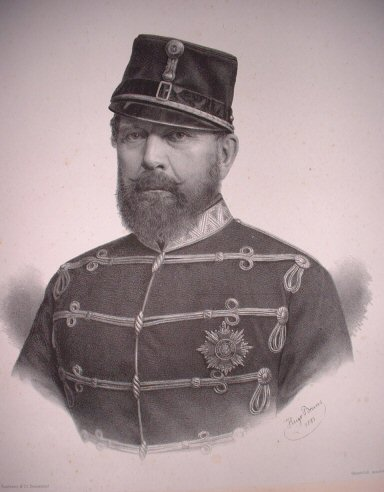
Вільгельм VIII правив Брауншвейзьким герцогством понад 50 років (1830—1884).

Коли 10 вересня до Брауншвейгу прибув брат Карла Вільгельм VIII, він був радісно прийнятий населенням. Вільгельм спочатку вважав себе лише регентом свого брата, але через рік оголосив себе правлячим герцогом. Карл зробив кілька відчайдушних, але безуспішних спроб скинути його.
Вільгельм залишив більшість урядових справ своїм міністрам і проводив більшу частину часу за межами держави у своїх володіннях в Олесниці. Після революції 1830 року були проведені ліберальні реформи і 12 жовтня 1832 року була прийнята нова конституція. У той час як кількість виборців була обмежена системою виборчого права приблизно до 40 % чоловічого населення Брауншвейгу, парламент Брауншвейгу отримав більше прав, ніж у більшості інших німецьких земель того часу, а бюджет і повноваження герцога були значно обмежені.
У той час як Ганноверське королівство було анексовано Пруссією в 1866 році, Брауншвейзьке герцогство залишалося суверенним і незалежним. Спочатку воно увійшла до Північнонімецького союзу, а в 1871 році до Німецької імперії. Хоча Вільгельм приєднався в 1866 році до очолюваного Пруссією Північнонімецького союзу, його стосунки з Пруссією були напруженими, оскільки Пруссія відмовилася визнати його спадкоємцем Ернеста Августа Ганноверського, найближчого родича Вільгельма по чоловічій лінії.
У 1870-х роках стало очевидно, що старша на той час гілка правлячого дому Вельфів вимре разом із герцогом Вільгельмом. Відповідно до закону, на герцогський престол міг би зійти член Ганноверського дому. Але, оскільки його представники відмовлялися визнати прусську анексію свого королівства, Пруссія не бажала дозволити Георгу V Ганноверському або його синові Ернесту Августу стати спадкоємцями Брауншвейгу. Берлін погодився б лише на те, щоб ганноверці стали герцогами Брауншвейгу за суворих умов, включаючи присягу на вірність німецькій конституції та відмову від будь-яких претензій на Ганновер.
Відповідно до закону 1879 року, Брауншвейзьке герцогство заснувало тимчасову регентську раду, яка мала перейняти владу після смерті герцога. Якщо Ернест Август, який став герцогом Камберлендським і британським пером, не зможе досягти успіху, рада також матиме право призначати регента. Зі смертю Вільгельма в 1884 році лінія Вольфенбюттелів перервалась і герцог Камберлендський Ернест Август проголосив себе герцогом Брауншвейзьким. Однак, оскільки він продовжував наполягати, що є законним королем Ганновера, Федеральна рада постановила, що він порушить мир Німецької імперії, якщо успадкує Брауншвейг. Почалися тривалі переговори, які так і не були завершені.

#### Регентство (1884—1913)
Було призначено двох регентів: спочатку принца Альберта Прусського до його смерті в 1906 році, а потім герцога Джона Альберта Мекленбурзького.

#### Ернест Август (1913—1918)

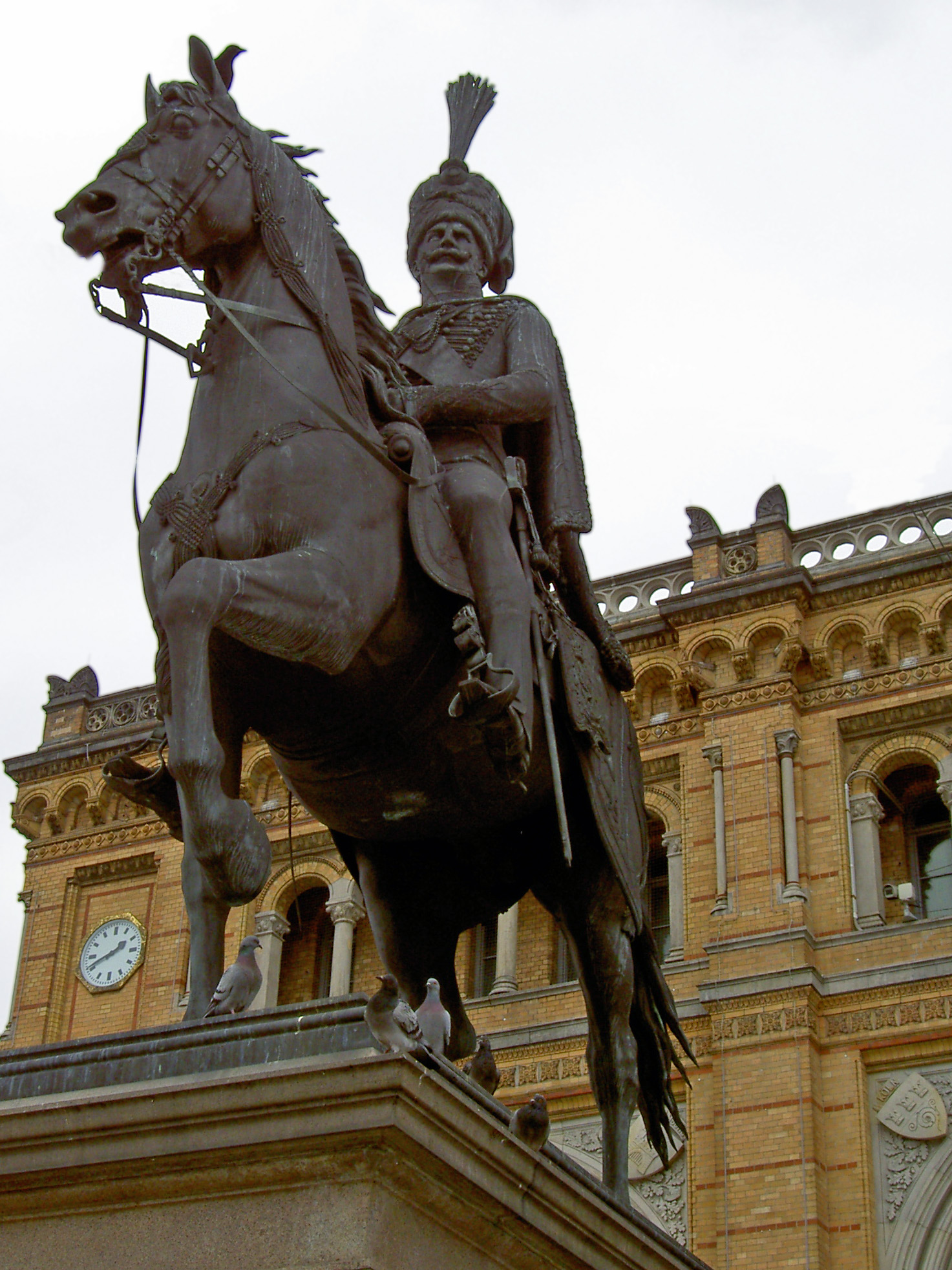
Ернест Август, останній герцог Брауншвейгський

Потреба в регенті відпала в 1913 році. Після смерті старшого сина герцога Камберлендського в 1912 році літній герцог відмовився від Брауншвейгу на користь свого молодшого сина, Ернеста Августа, який одружився з дочкою імператора Вільгельма II, присягнув на вірність Німецькій імперії та відмовився від усіх претензій на Ганновер. Відповідно, йому було дозволено зійти на престол герцогства в листопаді 1913 року.
У розпал німецьких революцій 1918 року герцог був змушений зректися престолу, і була заснована Вільна держава Брауншвейг як держава-член Веймарської республіки.

### Герцоги та регенти Брауншвейгські

#### Брануншвейг-Данненберзький дім
1. 1815—1830: Карл II, син Фрідріха Вільгельма. Змушений втекти з Брауншвейгу в 1830 році, його наступником став його брат.
2. 1830—1884: Вільгельм VIII. Брат Карла II. Останній із Брауншвейзької лінії, після якої правонаступництво перейшло до ганноверської королівської родини, яка була позбавлена Пруссії після австро-прусської війни 1866 року.

#### Регентство
1. 1885—1906: Альберт, принц Пруссії, регент. Німецький уряд перешкодив успадкуванню ганноверського герцога Камберлендського на престол Брауншвейгу і замінив герцога прусським регентом.
2. 1907—1913: герцог Джон Альберт Мекленбурзький, регент

#### Ганноверський дім
1. 1913—1918: Ернест Август

## Географія

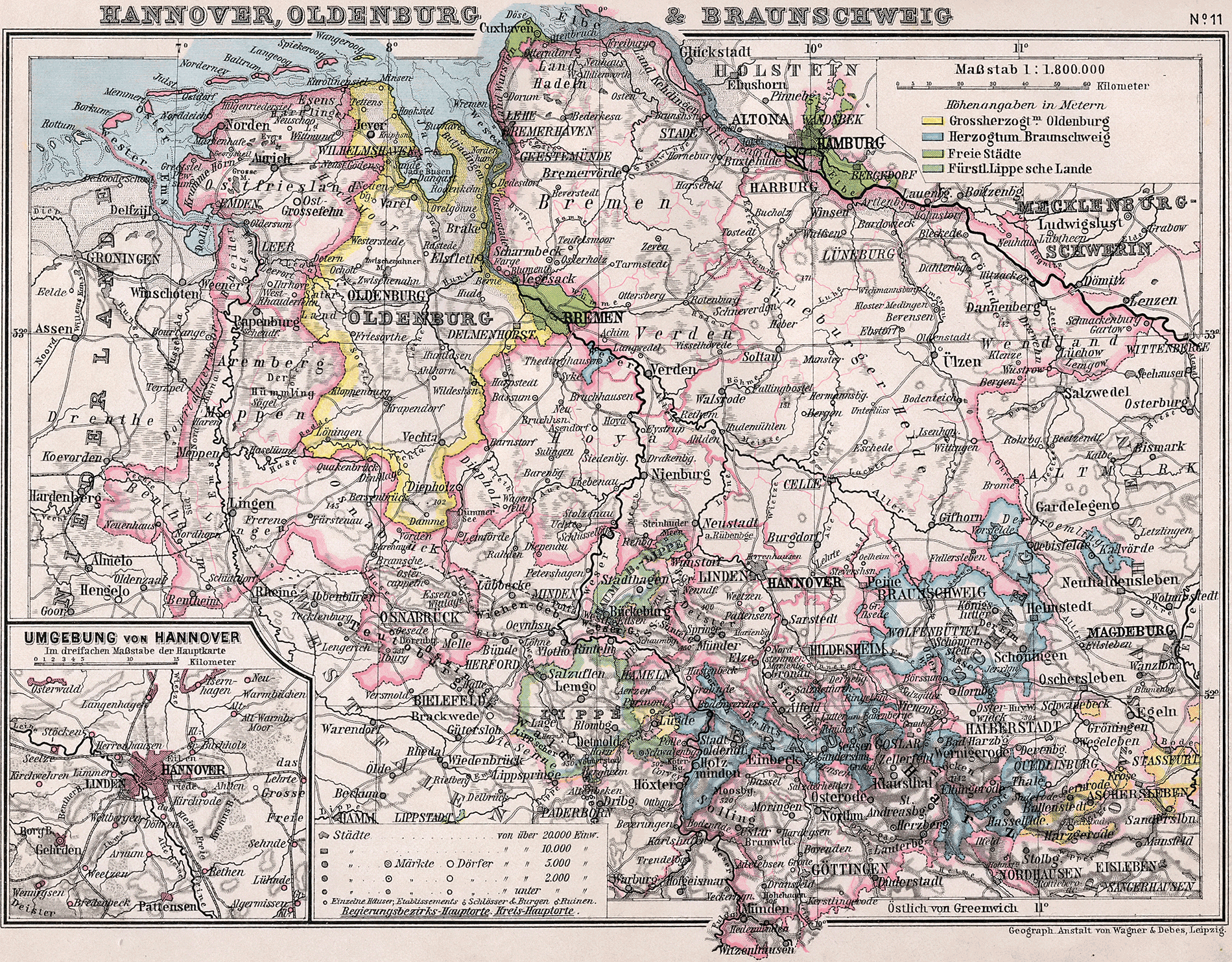
Брауншвейзьке герцогство і сусідні держави в 1905 році

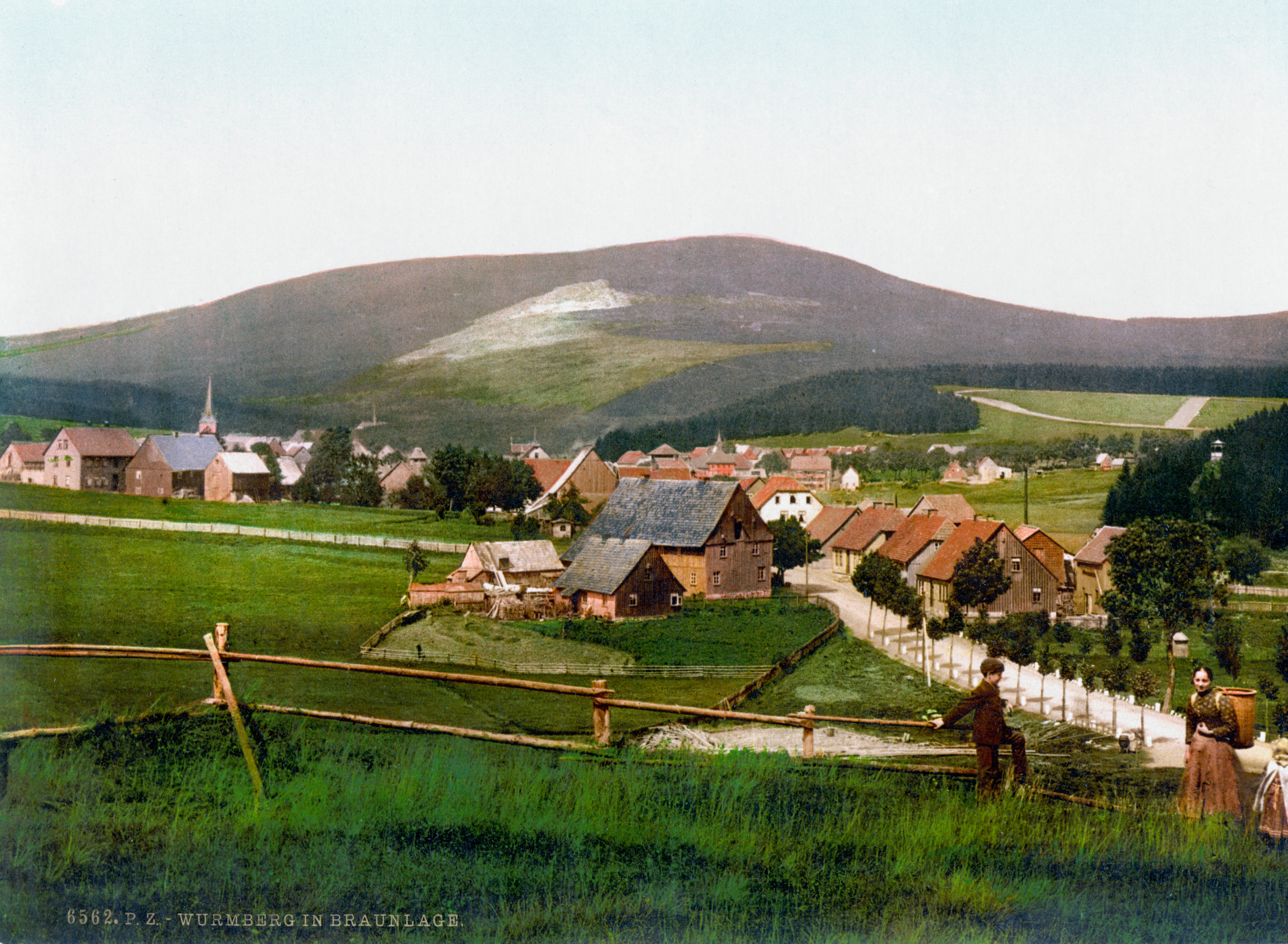
Вурмберг, найвища вершина Брауншвейгу, вид з Браунлаге прибл. 1900

Брауншвейзьке герцогство складалося з кількох не пов'язаних між собою частин — трьох більших і семи менших. Найбільшою та найбільш густонаселеною з них була територія навколо міст Брауншвейг, Вольфенбюттель і Гельмштедт, а також Ельм, який простягався від річки Аллер на півночі до гір Гарц на півдні. Західна частина з містом Гольцмінден простягалася від річки Везер на сході до передової частини Гарца на заході. Південна частина з містом Бланкенбург була розташована в горах Гарц. Меншими ексклавами герцогства були Тедінггаузен біля Бремена, Гарцбург, Кальверде, Боденбург і Еструм, Остарінген біля Ґослара, Ольсбург біля Пайне та невеликий ліс біля Фальштайну. Брауншвейзьке герцогство було майже повністю оточене прусськими провінціями Ганновер і Саксонія, на південному сході воно також межувало з герцогством Ангальт, а на заході з князівством Вальдек-Пірмонт і прусською провінцією Вестфалія.
Західна частина герцогства лежала на Везерській височині, центральна та південна частини — на північному передньому краї Гарца та горах Гарц. Північна частина була розташована на кордоні між Північно-Німецькою рівниною і Середньою височиною Німеччини. Найвищою вершиною герцогства був Вурмберг на висоті 971 метр (3186 футів). Основними річками, що протікали через Брауншвейг, були Везер, Аллер, Лейне, Окер, Боде та Іннерсте.

### Основні частини та ексклави Брауншвейгу за розміром
| Регіон або ексклав                                            | Площа (в км2) | Спільні кордони із                               |
| ------------------------------------------------------------- | ------------- | ------------------------------------------------ |
| Основна частина з Брауншвейгом, Вольфенбюттелем, Гельмштедтом | 1808          | Провінція Ганновер, провінція Саксонія           |
| Західна частина з Хольцмінденом, Зезеном, Гандерсхаймом       | 1107          | Провінція Ганновер, провінція Вестфалія, Вальдек |
| Нижній Гарц з Бланкенбургом, Браунлаге                        | 475           | Провінція Ганновер, провінція Саксонія, Ангальт  |
| Гарцбург                                                      | 125           | Провінція Ганновер                               |
| Кальверде                                                     | 102           | Провінція Саксонія                               |
| Тедінгхаузен                                                  | 56            | Провінція Ганновер                               |
| Боденбург і Еструм                                            | 10            | Провінція Ганновер                               |
| Остгарінген                                                   | 4             | Провінція Ганновер                               |
| Ольсбург                                                      | 3             | Провінція Ганновер                               |

## Райони

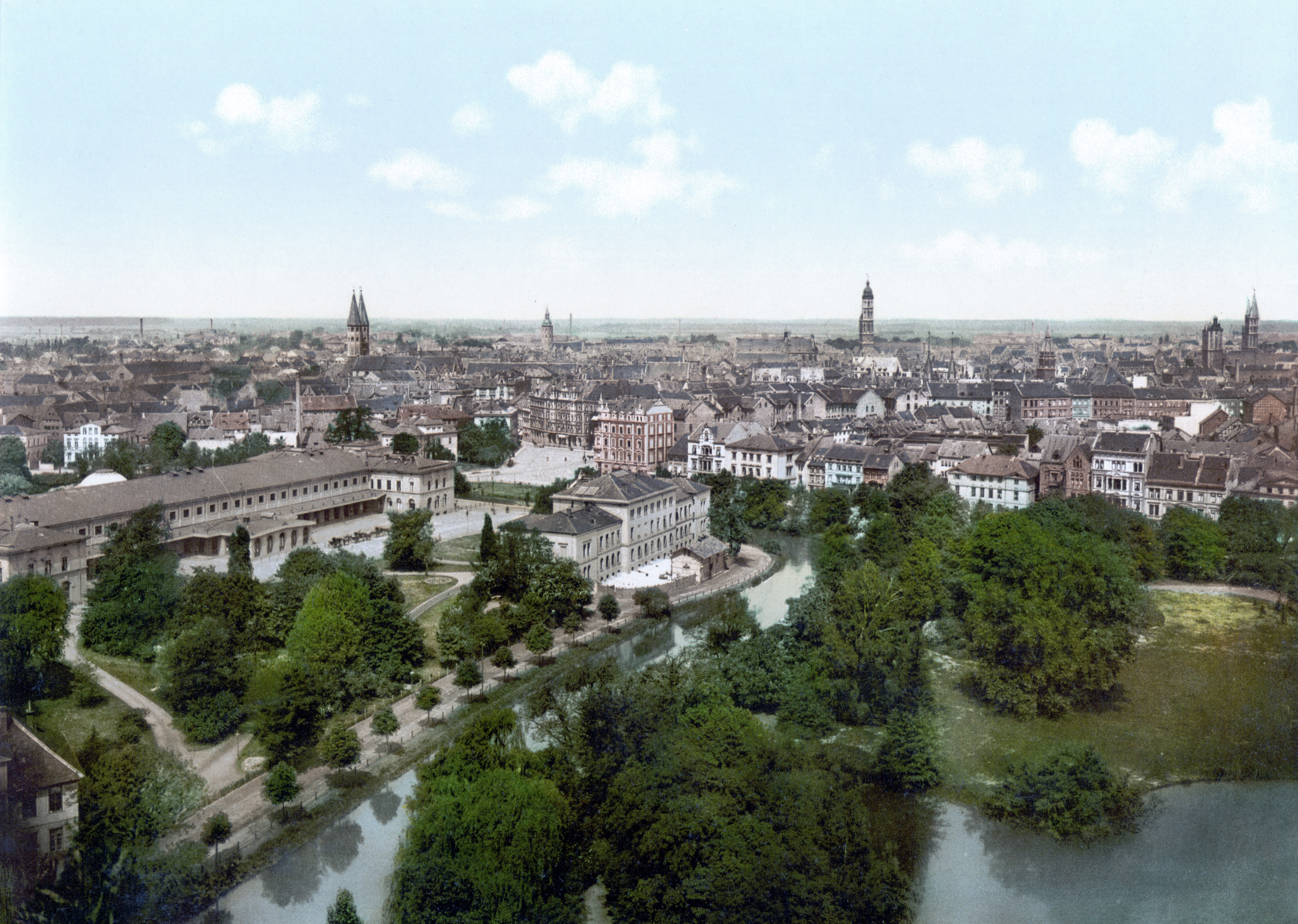
Брауншвейг, столиця і найбільше місто Брауншвейгу, прибл. 1900

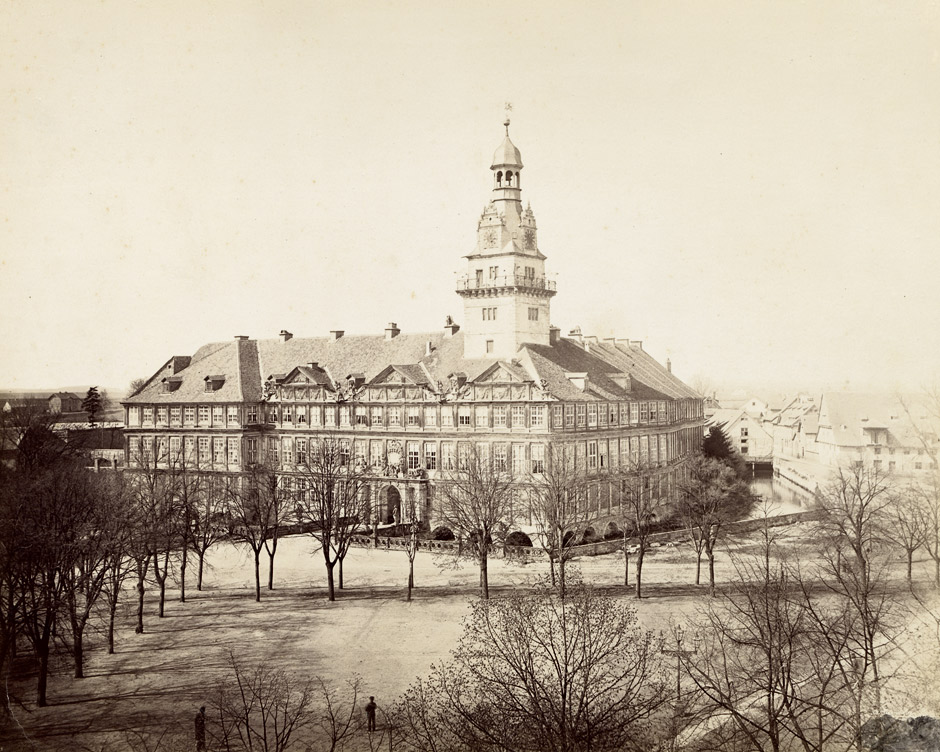
Вольфенбюттельський замок середини XIX ст

Брауншвейзьке герцогство було розділене на шість районів (Kreise) у 1833 році. Райони були далі поділені на міста (Städte) і більш селища (Ämter).
| Район                | Площа в км2 (01.11.1910) | Населення (01.11.1910) | Міста та Ämter                                                                    |
| -------------------- | ------------------------ | ---------------------- | --------------------------------------------------------------------------------- |
| Район Бланкенбург    | 474,67                   | 35 989                 | Бланкенбург, Гассельфельде і Валькенрід                                           |
| Район Брауншвейг     | 543,87                   | 191,112                | Брауншвейг, Ріддагхаузен, Тедінгхаузен (з 1850) і Фехельде                        |
| Район Гандерсхайм    | 533,92                   | 50 435                 | Гандерсхайм, Зезен, Люттер-ам-Баренберге та Грін                                  |
| Район Гельмштедт     | 799,56                   | 78 514                 | Гельмштедт, Шенінген, Кеніґслюттер, Ворсфельде та Кальверде                       |
| Район Хольцмінден    | 584,11                   | 51,756                 | Гольцмінден, Штадтольдендорф, Ешерсгаузен, Оттенштейн і Тедінгхаузен (до 1850 р.) |
| Район Вольфенбюттель | 735,92                   | 86,533                 | Вольфенбюттель, Зальдер, Шоппенштедт і Гарцбург                                   |

## Демографія

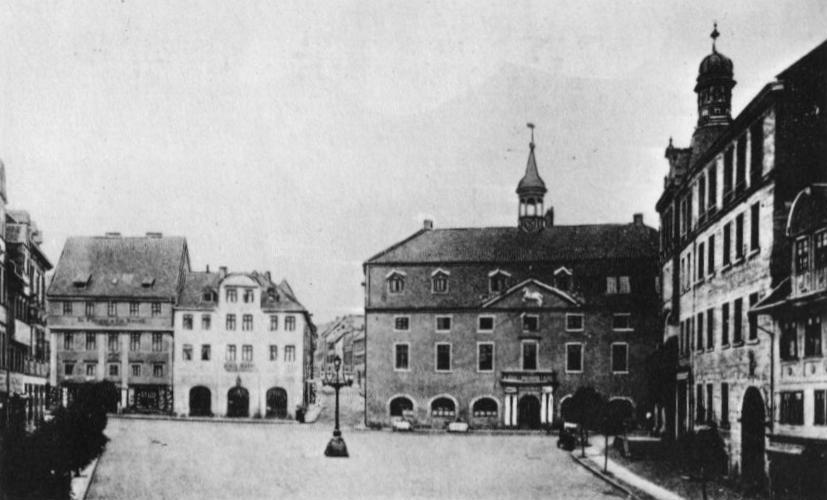
Ринок у Гельмштедті в 1891 році

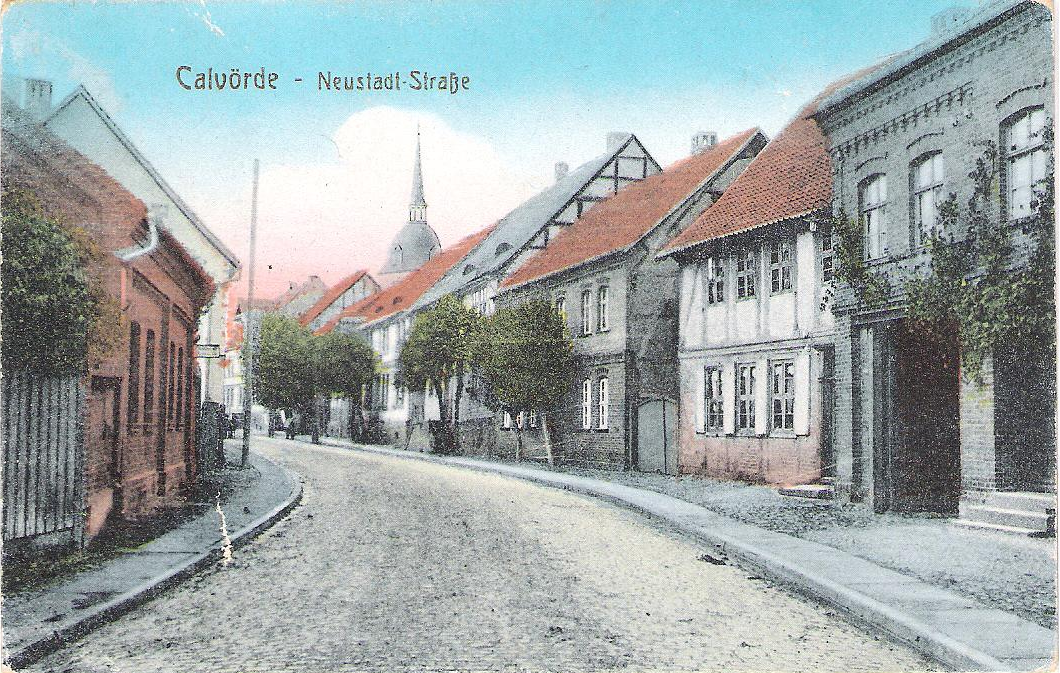
Кальверде в 1900 році

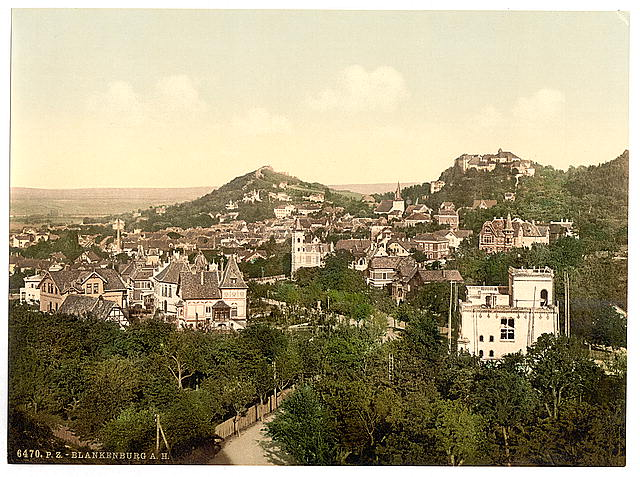
Бланкенбург, прибл. 1900

У 1910 році герцогство Брауншвейг мало населення 494 339 осіб. Згідно з переписом 1885 року, 84,90 % (316 208 осіб) жителів герцогства мали громадянство Брауншвейгу, тоді як 54 738 осіб (14,70 %) були громадянами інших німецьких земель. 1506 осіб (0,40 %) були іноземцями, з них 785 прибули з Австро-Угорщини, 133 з Великобританії, 112 з США, 91 з Італії, 83 з Російської імперії та 81 зі Швейцарії.

### Релігія

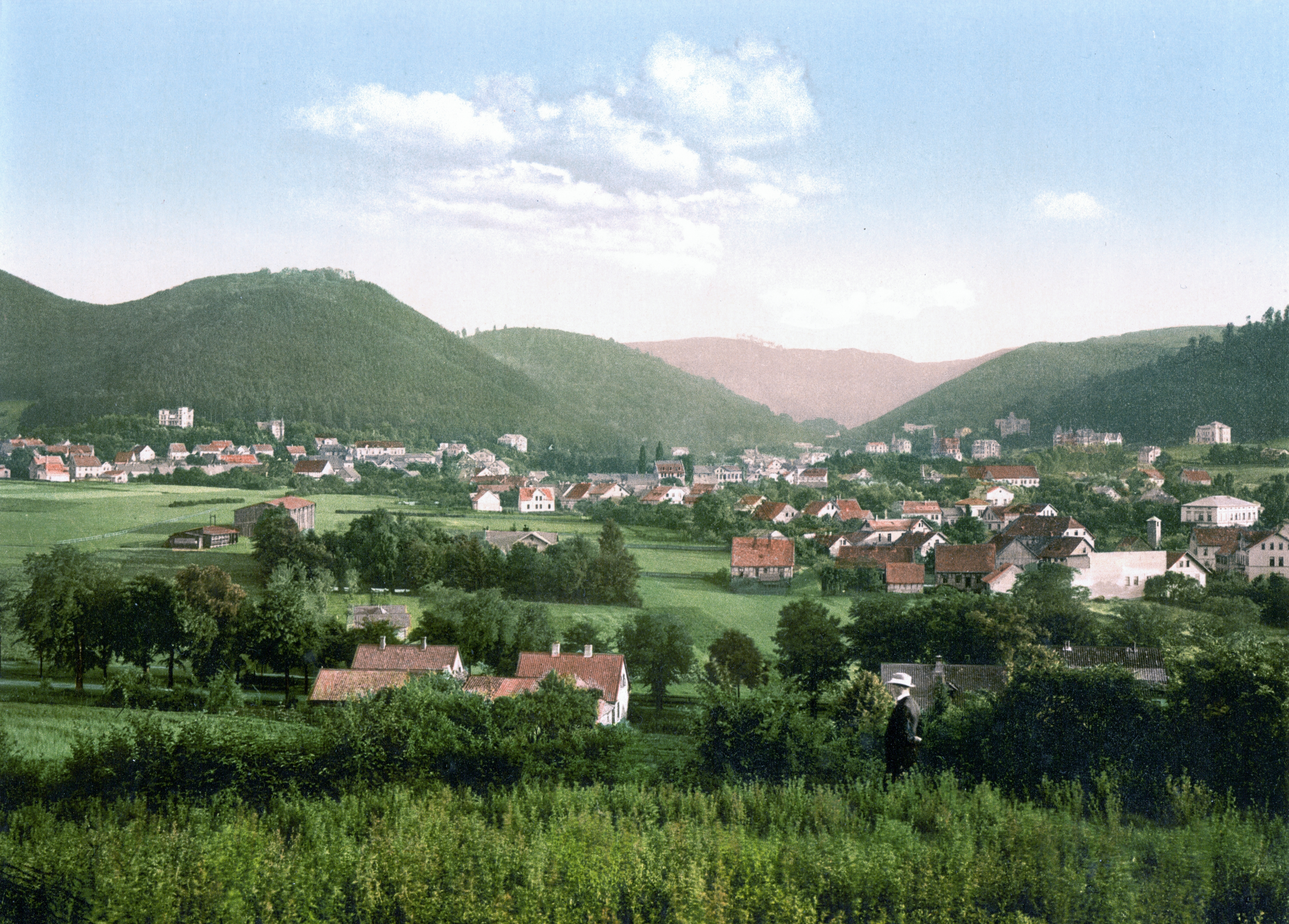
Гарцбург, прибл. 1900

У 1905 році 450 760 осіб або 92,5 % населення приєдналися до Євангелічно-лютеранської церкви в Брансвіку. 26 504 (5,5 %) осіб були католиками, 4720 (0,97 %) дотримувалися реформатських церков. Іудейського віросповідання було 1815 (0,39 %) осіб.

### Найбільші муніципалітети за кількістю населення
| Місто чи селище      | Населення (1 грудня 1910) |
| -------------------- | ------------------------- |
| Брауншвейг           | 143,552                   |
| Вольфенбюттель       | 18 934                    |
| Гельмштедт           | 16 421                    |
| Бланкенбург на Гарці | 11 487                    |
| Хольцмінден          | 10 249                    |
| Шенінген             | 9,773                     |
| Seesen               | 5,381                     |
| Гарцбург             | 4,728                     |
| Окер                 | 3,984                     |
| Штадтольдендорф      | 3,728                     |
| Лангельсхайм         | 3611                      |
| Шеппенштедт          | 3,226                     |
| Königslutter         | 3,126                     |
| Бюндхайм             | 2,982                     |
| Braunlage            | 2,811                     |
| Гандерсхайм          | 2,711                     |
| Гассельфельде        | 2,649                     |

## Економіка
У 1905 році з 1000 мешканців 455 працювали в промисловості, гірничій промисловості чи будівництві, 289 працювали в сільському та лісовому господарстві, 121 у торгівлі, 57,3 були зайняті на державній службі та 70 працювали за різними іншими професіями.

## Транспорт
Державна залізниця Герцогства Брауншвейг була першою державною залізницею в Німеччині. Перша ділянка залізничної лінії Брансвік–Бад-Гарцбург, що з'єднує Брауншвейг і Вольфенбюттель, була відкрита 1 грудня 1838 року як перша залізнична лінія в Північній Німеччині. У 1870-х роках Державна залізниця Герцогства Брауншвейг об'єдналася з Королівською Прусською державною залізницею. Деякими іншими залізницями другорядного значення керувала компанія Brunswick State Railway Company, заснована в 1884 році.

## Спорт
У 1847 році MTV Braunschweig був заснований як перший спортивний клуб у Брауншвейзі.
Брауншвейг також відіграв піонерську роль в історії футбольних асоціацій в Німеччині: Конрад Кох, шкільний вчитель із Брауншвейгу, був першим, хто написав німецьку версію футбольних правил, а також разом з Августом Германом також, можливо, організував перший футбольний матч у Німеччині між учнями його школи Martino-Katharineum у 1874 році.
Футбольна асоціація герцогства Брауншвейг (нім. Fußballbund für das Herzogtum Braunschweig) була заснована в травні 1904 року «Айнтрахт Брауншвейг», заснований у 1895 році, швидко став одним із провідних футбольних клубів Північної Німеччини. До цього дня команда грає в синьо-жовтих кольорах, які походять від прапора Брауншвейгу.

## Герб

Герб Брауншвейзького герцогства з 1834 року

Брауншвейг-Люнебурзьке герцогство утворилося з володінь старшої гілки Брауншвейзького дому, що походив від італійського Естенського дому. Ця родина отримала спадщину родини Вельфів через шлюб — близько 1000 року — Аццо II з Кунігундою з Альтдорфа, донькою Вельфа II. Ще одні важливі володіння були отримані в Нижній Саксонії внаслідок одруження Генріха IX Чорного з Вульфгільдою Саксонською (пом. 1126), дочкою останнього члена дому Біллунгів, які були герцогами Саксонії протягом п'яти поколінь. У 1235 році вони були призначені герцогами Брауншвейг-Люнебурзькими. У 1269 році Брауншвейг-Люнебурзький дім розділився на гілки Люнебург і Брауншвейг (пізніше Брауншвейг-Вольфенбюттельське герцогство, попередник Брауншвейзького герцогства). У 1432 році Каленберзьке князівство, пізніше Ганноверське курфюрство, відокремилося від Брауншвейг-Вольфенбюттеля, а в 1705 році придбало територію Люнебурга.
Обидві гілки використовували в своїх гербах двох брауншвейзьких левів, блакитного лева  Люнебурга та білого коня Саксонії. Використання лева як геральдичної тварини в домі Вельфів сходить до Генріха Лева принаймні в XII столітті. Однак Генрі використовував лише одного лева як свій символ. Пізніші розповіді середньовічних письменників про те, що двох золотих левів Брауншвейгу подарував Генріху англійський король, його тесть, сучасні історики вважають вигаданими. Саме сини Генріха від його шлюбу з Матильдою Англійською, майбутній імператор Священної Римської імперії Оттон IV і Генріх V, пфальцграф Рейнський, адаптували королівський герб Англії для відображення свого королівського походження. Тоді як на гербі Отто були зображені три золоті леви Англії, Генріх використав лише двох. Потім два леви Генріха V стали символом дому Гвельфів. Блакитний лев Люнебурга був прийнятий Іоанном I Люнебурзьким, який створив свій герб на основі герба Данії, щоб підкреслити свою спорідненість з датськими королями. Пізніше герцоги Брауншвейгські також додали блакитного лева до своїх гербів, щоб продемонструвати власні права на територію Люнебурга.
Вважалося, що білий кінь був емблемою саксонського герцога Відукінда у восьмому столітті, який, згідно з легендою, до свого хрещення їздив верхи на чорному коні, а потім — на білому коні. По правді кажучи, використання коня як символу Саксонії сходить до 14 століття, коли дім Гвельфів, після того як титул герцога Саксонії перейшов до дому Асканія, прийняв вигаданий «стародавній» символ для представлення себе як справжніх нащадків старих саксонських герцогів. Завдяки пов'язаній з ним легенді білий кінь став дуже популярним символом серед населення Брауншвейгу, навіть більше, ніж леви.
З часом герби менших територій, які були придбані герцогами Брауншвейгськими, були додані до герба. Герб герцогства Брауншвік зрештою складався з корони та щита, підтримуваних двома дикими людьми, на яких були зображені синій лев Люнебурга, два золоті леви Брауншвейгу, саксонський конь і герби різних графств. На малому гербі герцогства Брауншвік зображений коронований щит із білим конем на червоному тлі. Саксонський конь був виключений з герба під час правління Вільгельма VIII. Великий герб герцогства Брауншвік, прийнятий у 1834 році, показує щит із герцогською короною вгорі та оточений знаками ордена Генріха Лева. На щиті зображені зліва направо блакитний лев Люнебурга, два леви Брауншвейгу та герби графів Еберштайн, Гомбург, Діпгольц (верхня половина), Лаутерберг, Хойя та Брухгаузен, Діпгольц (нижня половина).), Хонштейн, Регенштайн, Клеттенберг і Бланкенбург. Новий малий герб, запроваджений за Вільгельма VIII, був поверненням до герба Брауншвейгу-Люнебурга, зображеного на коронованому щиті, що підтримується двома левами. Латинські написи: IMMOTA FIDES («непохитна вірність») і NEC ASPERA TERRENT («вони не бояться труднощів»).

Прапор герцогства Брауншвейг був синім на жовтому і демонструє дивовижну схожість з українськими національними кольорами. На штандарті герцогів Брауншвікських, наданому Siebmachers Wappenbuch, Нюрнберг 1878, зображений білий кінь на червоній тканині - однак сьогодні вважається, що це було помилкою.  Державний прапор, запроваджений у 1912 році, був синім на жовтому, з увінчаним щитом із зображенням білого коня на червоному тлі в центрі.

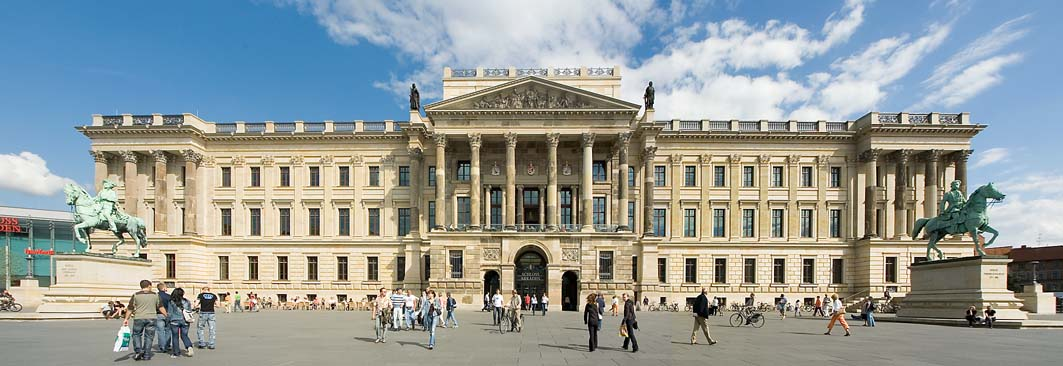
Брансвікський палац
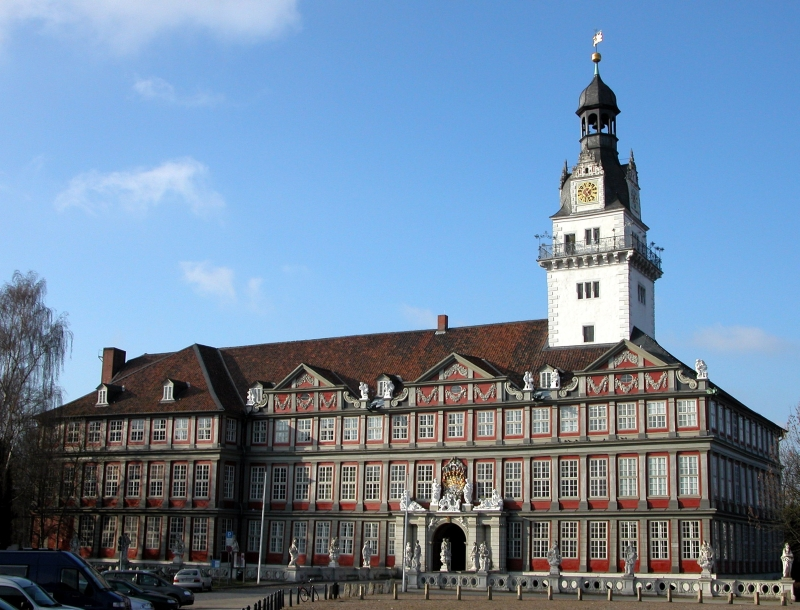
Замок Вольфенбюттель
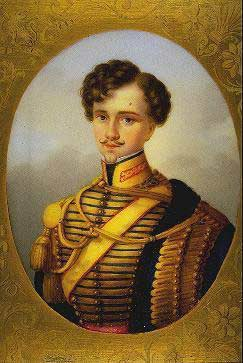
Карл II
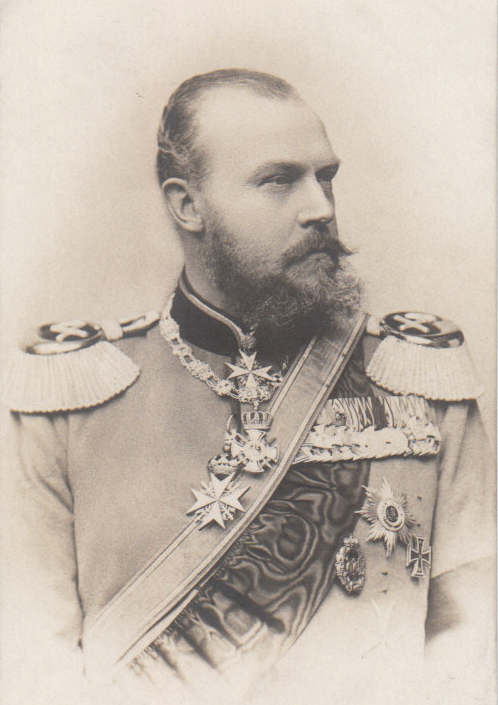
Принц Альберт Прусський
John Albert of Mecklenburg Джон Альберт з Мекленбурга
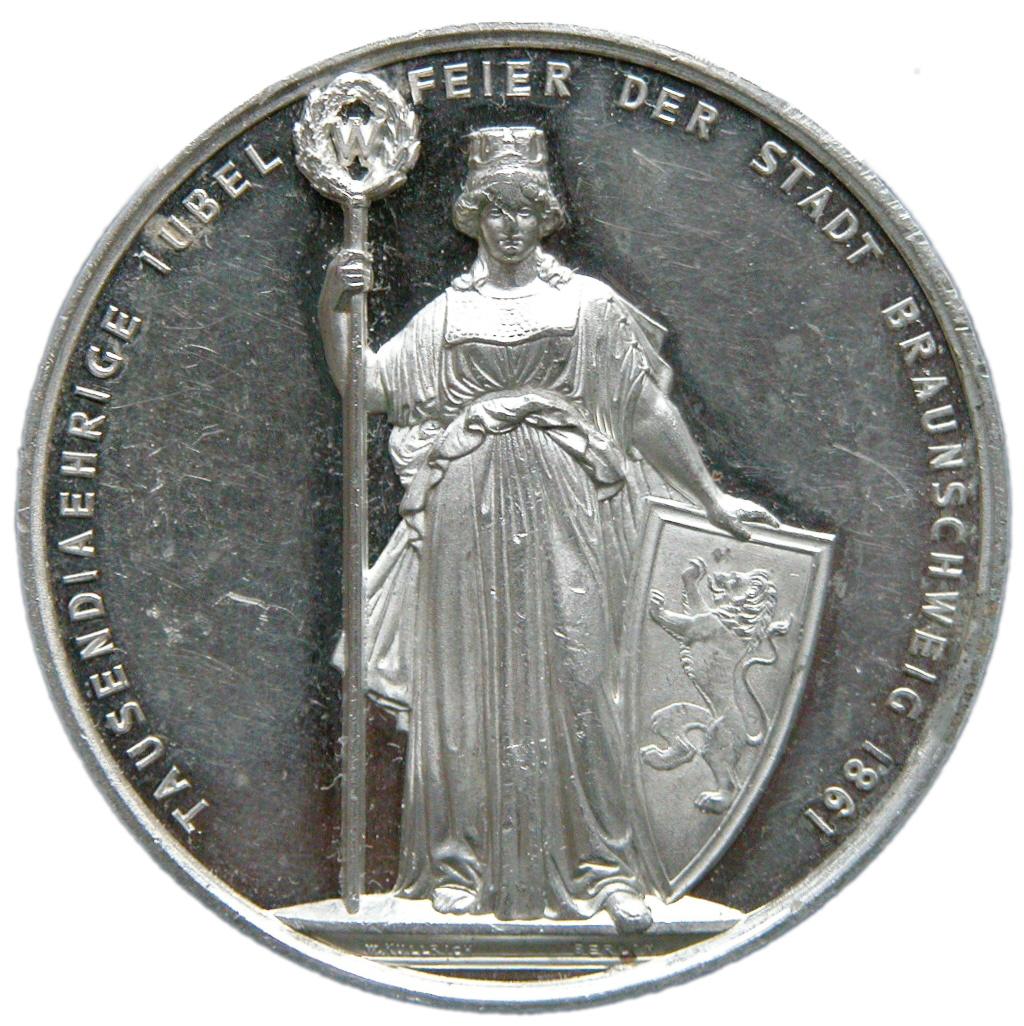
Брунонія, національне уособлення Брауншвейгу

## Галерея

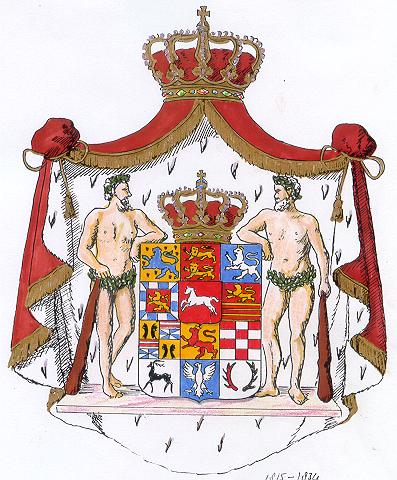
Герб герцогства Брауншвейг до 1834 року
Малий герб герцогства Брауншвейг
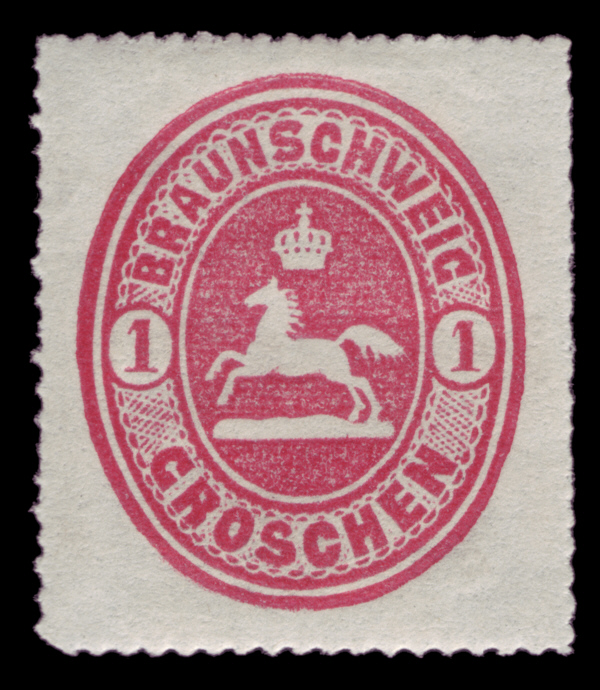
Саксонський конь на марці Брауншвейгу 1860-х років
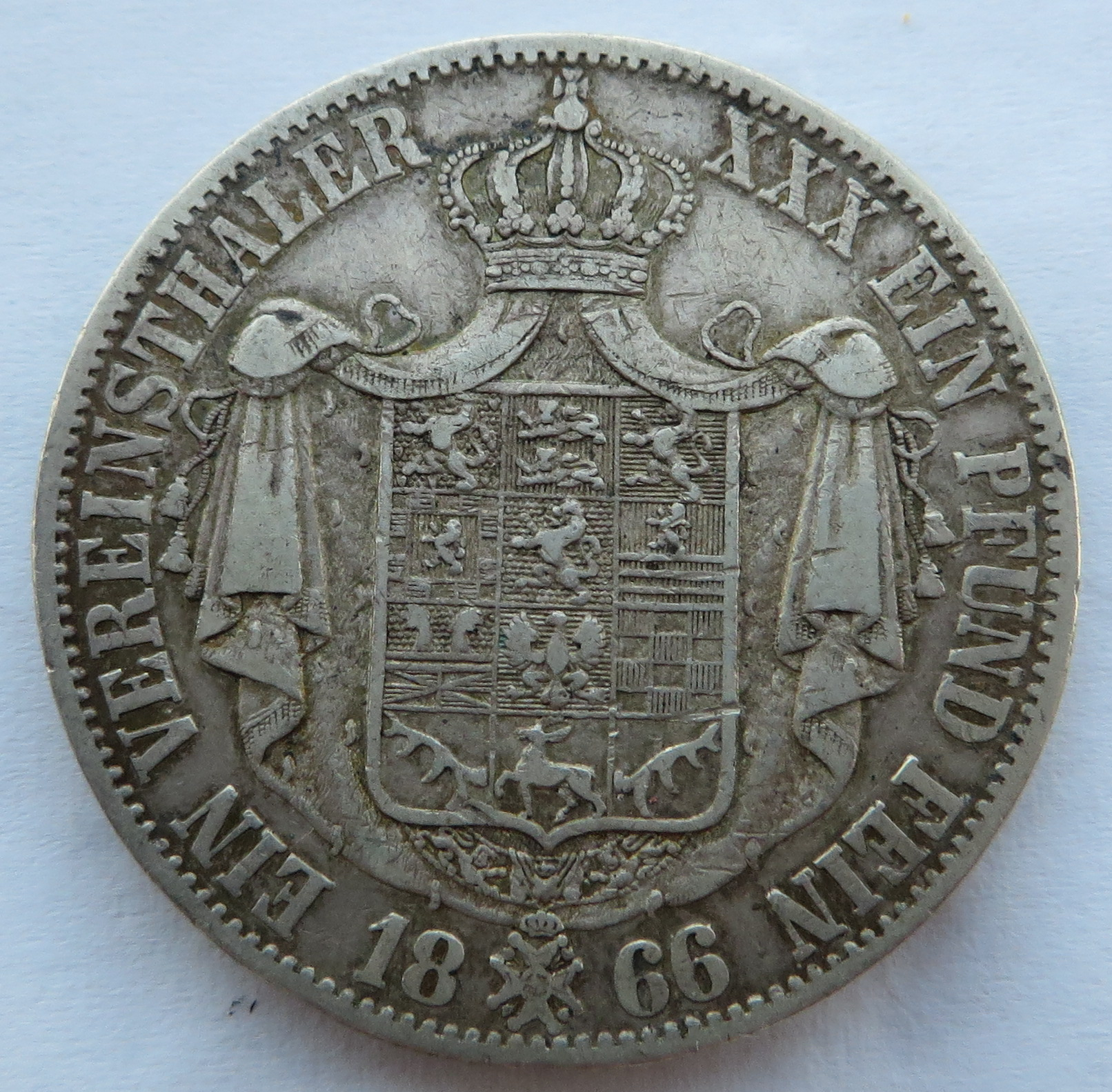
Герб Брауншвейгу на Vereinsthaler 1866 року
Герб Брауншвейгу-Люнебурга
Герб Брауншвейгу-Вольфенбюттеля
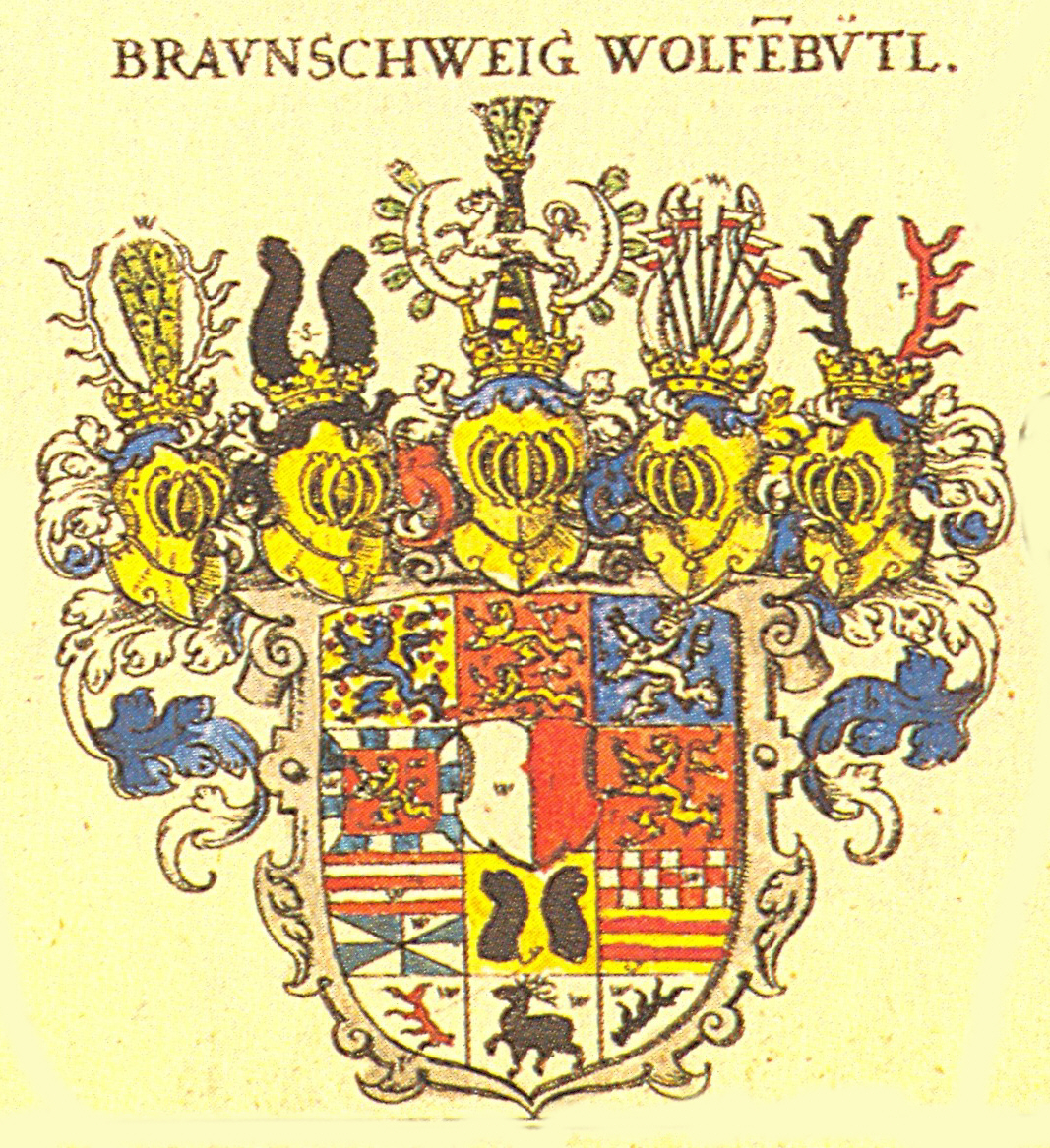
Герб герцогів Брауншвік-Вольфенбюттель

- Карта Нижньої Саксонії 1789 року